# Kristian Eriksen
Kristian Eriksen, né le 18 juillet 1995 à Hamar en Norvège, est un footballeur norvégien qui évolue au poste milieu offensif au Molde FK.

## Biographie

### Débuts professionnels
Né à Hamar en Norvège, Kristian Eriksen est formé par le club local du Hamarkameratene, où il commence sa carrière professionnelle. Il joue son premier match le 13 avril 2014, lors d'une rencontre de deuxième division norvégienne face au Nest-Sotra Fotball (en). Il entre en jeu et son équipe s'incline par trois buts à un.
Le 12 janvier 2018, Kristian Eriksen rejoint le Elverum Fotball (en).

### Retour à HamKam
Le 23 septembre 2020, Eriksen fait son retour au Hamarkameratene. Il signe un contrat courant jusqu'à la fin de l'année.
Le 15 juin 2021 il prolonge son contrat avec le HamKam, étant alors lié au club jusqu'en décembre 2023.
Il participe à la montée du club en première division, HamKam étant officiellement champion de deuxième division après sa victoire face à Stjørdals-Blink (en) où Kristian Eriksen se distingue en marquant l'unique but de la rencontre,.
Le 16 mars 2022, Eriksen est nommé vice-capitaine de Hamarkameratene derrière Aleksander Melgalvis Andreassen (en).

### Molde FK
Alors qu'il est également courtisé par le FK Bodø/Glimt, Kristian Eriksen rejoint le Molde FK le 2 août 2022. Il signe un contrat courant jusqu'en décembre 2026.
Eriksen marque son premier but pour Molde le 7 août 2022, lors d'une rencontre de championnat face au Kristiansund BK. Titulaire, il participe à la victoire de son équipe par trois buts à deux.
Lors de la saison 2022, il est sacré Champion de Norvège,.
Il termine meilleur buteur du Championnat de Norvège de football 2024 avec 14 buts.

## Palmarès
HamKam
- Championnat de Norvège de D2 (1) :
  - Champion : 2021.

 Molde FK
- Championnat de Norvège (1) :
  - Champion : 2022.